# Changy (Saône-et-Loire)
Pour les articles homonymes, voir Changy.
Changy est une commune française située dans le département de Saône-et-Loire, en région Bourgogne-Franche-Comté.

## Géographie
Changy fait partie du Charolais-Brionnais.

### Climat
Pour des articles plus généraux, voir Climat de la Bourgogne-Franche-Comté et Climat de Saône-et-Loire.
En 2010, le climat de la commune est de type climat océanique dégradé des plaines du Centre et du Nord, selon une étude du Centre national de la recherche scientifique s'appuyant sur une série de données couvrant la période 1971-2000. En 2020, Météo-France publie une typologie des climats de la France métropolitaine dans laquelle la commune est exposée à un climat océanique altéré et est dans la région climatique Centre et contreforts nord du Massif Central, caractérisée par un air sec en été et un bon ensoleillement.
Pour la période 1971-2000, la température annuelle moyenne est de 10,6 °C, avec une amplitude thermique annuelle de 16,7 °C. Le cumul annuel moyen de précipitations est de 875 mm, avec 11,8 jours de précipitations en janvier et 7,7 jours en juillet. Pour la période 1991-2020, la température moyenne annuelle observée sur la station météorologique de Météo-France la plus proche, « Beaubery », sur la commune de Beaubery à 11 km à vol d'oiseau, est de 10,9 °C et le cumul annuel moyen de précipitations est de 1 020,3 mm. 
La température maximale relevée sur cette station est de 39,4 °C, atteinte le 31 juillet 2020 ; la température minimale est de −18 °C, atteinte le 12 janvier 1987,,.
Les paramètres climatiques de la commune ont été estimés pour le milieu du siècle (2041-2070) selon différents scénarios d'émission de gaz à effet de serre à partir des nouvelles projections climatiques de référence DRIAS-2020. Ils sont consultables sur un site dédié publié par Météo-France en novembre 2022.

## Urbanisme

### Typologie
Au 1er janvier 2024, Changy est catégorisée commune rurale à habitat très dispersé, selon la nouvelle grille communale de densité à sept niveaux définie par l'Insee en 2022.
Elle est située hors unité urbaine. Par ailleurs la commune fait partie de l'aire d'attraction de Charolles, dont elle est une commune de la couronne,. Cette aire, qui regroupe 12 communes, est catégorisée dans les aires de moins de 50 000 habitants,.

### Occupation des sols
L'occupation des sols de la commune, telle qu'elle ressort de la base de données européenne d’occupation biophysique des sols Corine Land Cover (CLC), est marquée par l'importance des territoires agricoles (90,7 % en 2018), une proportion sensiblement équivalente à celle de 1990 (91,1 %). La répartition détaillée en 2018 est la suivante : prairies (75,5 %), zones agricoles hétérogènes (15,2 %), forêts (8 %), zones urbanisées (1,3 %). L'évolution de l’occupation des sols de la commune et de ses infrastructures peut être observée sur les différentes représentations cartographiques du territoire : la carte de Cassini (XVIIIe siècle), la carte d'état-major (1820-1866) et les cartes ou photos aériennes de l'IGN pour la période actuelle (1950 à aujourd'hui).

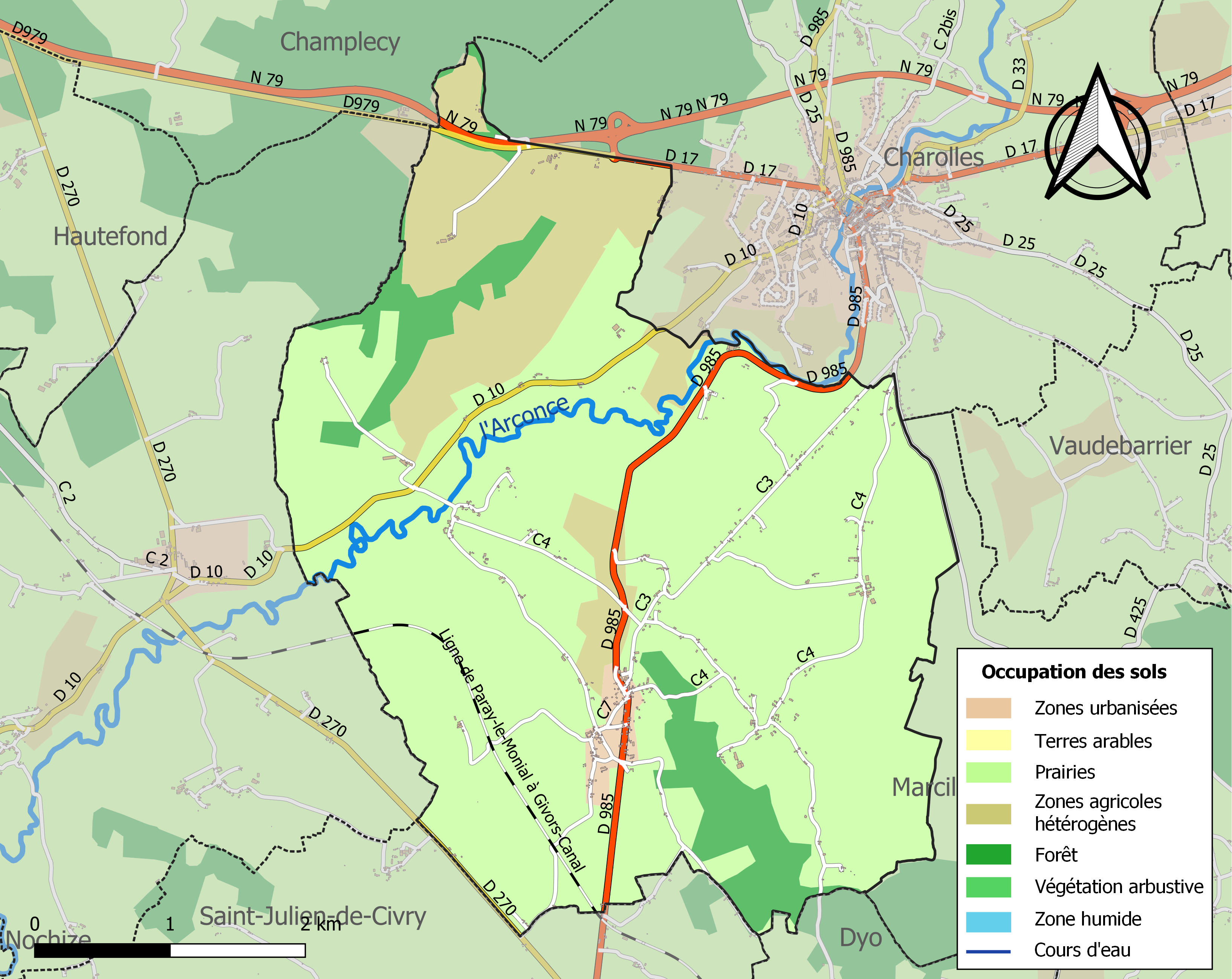
Carte des infrastructures et de l'occupation des sols de la commune en 2018 (CLC).

## Toponymie
Attestée sous la forme Changiaco en 1166.
La terminaison en -y- est issue, dans la région, du suffixe latin -acum. Il est ici accolé au nom de personne latin Candius qui a donné *Candiacum.

## Histoire

### Les Hospitaliers
La maison de l'Hôpital puis commanderie hospitalière d'Épinassy des Hospitaliers de l'ordre de Saint-Jean de Jérusalem dont l'existence est attestée depuis l'année 1300.

## Politique et administration
| Période                                  | Période   | Identité      | Étiquette | Qualité |
| ---------------------------------------- | --------- | ------------- | --------- | ------- |
| mars 1983                                | mars 2008 | Roger Galland |           |         |
| mars 2008                                | en cours  | Daniel Beraud |           |         |
| Les données manquantes sont à compléter. |           |               |           |         |

## Démographie
L'évolution du nombre d'habitants est connue à travers les recensements de la population effectués dans la commune depuis 1793. Pour les communes de moins de 10 000 habitants, une enquête de recensement portant sur toute la population est réalisée tous les cinq ans, les populations de référence des années intermédiaires étant quant à elles estimées par interpolation ou extrapolation. Pour la commune, le premier recensement exhaustif entrant dans le cadre du nouveau dispositif a été réalisé en 2007.

En 2022, la commune comptait 441 habitants, en évolution de −4,55 % par rapport à 2016 (Saône-et-Loire : −1,06 %, France hors Mayotte : +2,11 %).
| 1793 | 1800 | 1806 | 1821 | 1831 | 1836 | 1841 | 1846 | 1851 |
| ---- | ---- | ---- | ---- | ---- | ---- | ---- | ---- | ---- |
| 632  | 729  | 729  | 790  | 830  | 747  | 786  | 822  | 864  |

| 1856 | 1861 | 1866 | 1872 | 1876 | 1881 | 1886 | 1891 | 1896 |
| ---- | ---- | ---- | ---- | ---- | ---- | ---- | ---- | ---- |
| 846  | 802  | 795  | 845  | 826  | 771  | 751  | 757  | 706  |

| 1901 | 1906 | 1911 | 1921 | 1926 | 1931 | 1936 | 1946 | 1954 |
| ---- | ---- | ---- | ---- | ---- | ---- | ---- | ---- | ---- |
| 708  | 633  | 622  | 574  | 556  | 541  | 506  | 488  | 440  |

| 1962 | 1968 | 1975 | 1982 | 1990 | 1999 | 2006 | 2007 | 2012 |
| ---- | ---- | ---- | ---- | ---- | ---- | ---- | ---- | ---- |
| 418  | 393  | 385  | 385  | 389  | 410  | 435  | 439  | 447  |

| 2017 | 2022 | - | - | - | - | - | - | - |
| ---- | ---- | - | - | - | - | - | - | - |
| 467  | 441  | - | - | - | - | - | - | - |

## Culture locale et patrimoine

### Lieux et monuments
- Le château de Montessus.
- L'église de la Conversion-de-Saint-Paul, du XIe siècle dans le Vieux Bourg.Église de Changy.

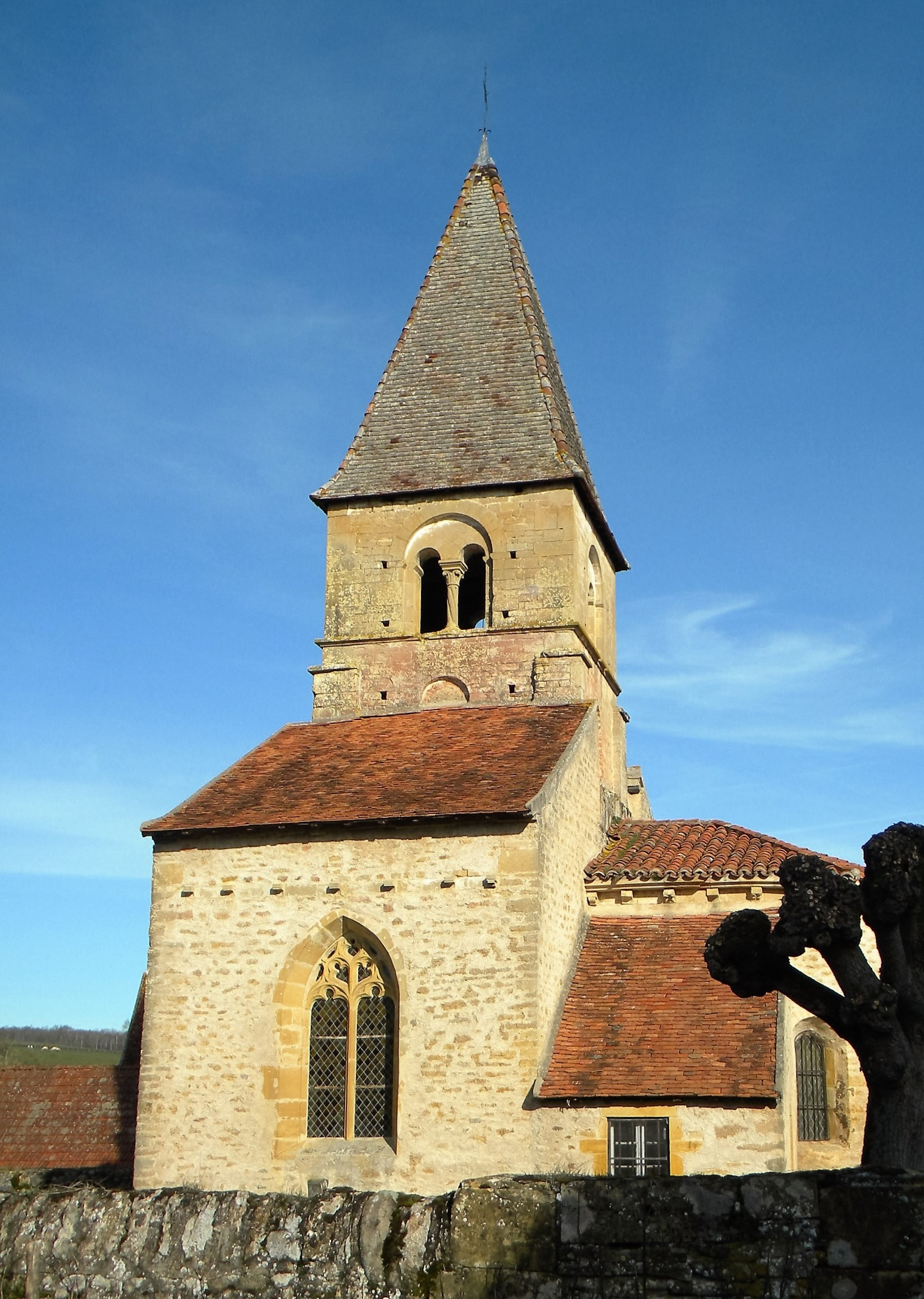
Église de Changy.

- La source de la sainte Famille, rattachée à une tradition voulant que la sainte Famille, fuyant l’Égypte, soit passée près du lieu-dit nommé Gros Bois ; afin d'étancher la soif de Marie, l'âne qui lui servait de monture aurait donné un coup de sabot qui fit jaillir sur le rocher de Montvallet une source qui existe encore (source devenue, par la suite, un lieu de pèlerinage de l'Église anticoncordataire)[19].

## Pour approfondir